# Irma Holder
Irma Holder (* 24. September 1925 in Wald (Oberpfalz) als Irmgard Ederer; † 16. August 2019 in Gärtringen) war eine deutsche Schlagertexterin.

## Leben und Karriere
Ihre ersten Erfolge hatte Irma Holder, eine gelernte Bankkauffrau, in den 1970er Jahren, als sie Texte für Peter Horton, Monica Morell und Udo Jürgens verfasste. In den 1980er Jahren schrieb sie Texte für Howard Carpendale, Roy Black, Tommy Steiner, Karel Gott und Freddy Quinn, in den 1990er Jahren für Andrea Berg und Michelle. Insgesamt sind rund 1000 Titel von ihr entstanden. Zu den bekanntesten zählen Hello Again von Howard Carpendale und Du hast mich tausendmal belogen von Andrea Berg.
Ab 1985 arbeitete sie fest mit dem Komponisten Jean Frankfurter zusammen: Gemeinsam schrieben sie unter anderem bekannte Titel für die Kastelruther Spatzen, Patrick Lindner, Marianne & Michael, Anita & Alexandra Hofmann, Stefanie Hertel, Kristina Bach und Helene Fischer (das Lied Und morgen früh küss ich dich wach). Zwischen 1973 und 2013 konnte sie 30 Titel in den deutschen Charts platzieren. Später schrieb sie auch noch für Monika Martin.
1990 gewann sie gemeinsam mit Jean Frankfurter das Edelweiß, 1992 den Grand Prix der Volksmusik (Über jedes Bacherl geht a Brückerl, Stefanie Hertel) und 1998 die Krone der Volksmusik als erfolgreichstes Autorenteam.
Ab 2016 arbeitete Irma Holder mit dem Komponisten Maurice Lasarte alias Stefan Moll zusammen. Gemeinsam schrieben sie für Andre Steyer und Tom Mandl.
Ein typisches, wiederkehrendes Motiv in den Texten von Irma Holder ist der brennende Himmel („auf einmal war es Liebe, wie ein Flammentanz am Horizont“, „Und ewig wird der Himmel brennen“), der ein Symbol für überschwängliche Verliebtheit sein soll, ein weiteres ist der kleine Vorbehalt bei der liebenden Frau („auch wenn sie nie ganz ihr Herz verlor“).
Ihren letzten Titel schrieb Irma Holder für Patrick Lindner, der 2019 auf dem Album „Ich feier die Zeit“ veröffentlicht wurde.  und heißt: „Schenk mir einen neuen Morgen“.
Irma Holder lebte in Gärtringen (Baden-Württemberg) und am Gardasee. Sie war Gattin des langjährigen Gärtringer Bürgermeisters (1954 bis 1983) Herbert Holder. Ihr Bruder, Pepe Ederer, ist der Gründer und Sänger der Band Nilsen Brothers (Aber dich gibts nur einmal für mich).
Am 16. August 2019 starb Irma Holder im Alter von 93 Jahren in ihrem Wohnort Gärtringen.

## Autorenbeteiligungen (Auswahl)
- 1984: Hello Again – Howard Carpendale
- 1984: Samstag Nacht – Howard Carpendale
- 1992: Über jedes Bacherl geht a Brückerl – Stefanie Hertel
- 2001: Du hast mich tausendmal belogen – Andrea Berg
- 2006: Und morgen früh küss ich dich wach – Helene Fischer
- 2007: Mitten im Paradies – Helene Fischer

### Autorenbeteiligungen
Jean Frankfurter, Joachim Horn-Bernges, Eugen Römer, Dieter Bohlen, Udo Jürgens, Pepe Ederer, Christian Zierhofer, Howard Carpendale, Andy Borg, Jean Norman Costa Cordalis
- 1992: Echo Pop (Beste Textdichterin)[11]
- 1998: Krone der Volksmusik (Erfolgreichste Autoren, gemeinsam mit Jean Frankfurter)
- 2017: Deutscher Musikautorenpreis (Text Schlager)